# Yusupha Bobb
Yusupha Bobb (* 22. Juni 1996 in Banjul) ist ein gambischer Fußballspieler, der als Mittelfeldspieler für die Gambische Fußballnationalmannschaft spielt.

## Karriere

### Vereinskarriere
Bobbs Karriere begann in Gambia beim lokalen Team Hawks Banjul. Im Jahr 2015 wechselte Bobb zum Serie-A-Team Chievo Verona. Am 24. Juli 2015 schloss Bobb einen Leihwechsel zum Lega Pro-Klub AS Cittadella ab. Anschließend gab er am 2. August in einem Coppa-Italia-Spiel gegen Potenza sein Cittadella- und Profidebüt. Cittadella gewann 15-0, als Bobb zwei Tore erzielte. Drei Spiele später erzielte Bobb mit einem Treffer gegen Pavia sein erstes Tor im Profiliga-Fußball. Bei einem Spiel gegen Cuneo am 17. Januar 2016 erlitt er eine schwere Beinverletzung und kam anschließend nicht mehr für Cittadella zum Einsatz, bevor er am Ende der Saison 2015/16 nach Chievo zurückkehrte.
Er wurde am 13. August 2016 für ein Pokalspiel gegen Virtus Entella auf die Ersatzbank von Chievo berufen. Ende August wechselte Bobb auf Leihbasis zu Taranto FC, erneut in die Lega Pro. Sein Debüt für sie gab er am 11. September bei einem torlosen Unentschieden gegen Siracusa. Insgesamt spielte er vierzehn Mal für den Verein. Im Jahr 2017 unterschrieb Bobb auf Leihbasis für Calcio Padova von Lega Pro. Er spielte fünf Mal, bevor er zu seiner Stammmannschaft zurückkehrte. Am 12. Juli, vor der Saison 2017–18, wechselte Bobb vorübergehend zu AC Reggiana. Im Juli 2018 wurde er zum fünften Mal ausgeliehen und wechselte zu AC Cuneo. Sein erstes Tor erzielte er am 21. Oktober auswärts bei Pro Piacenza, als sie mit 1:0 gewannen.
Am 19. Oktober 2019 kehrte Bobb, nachdem er Chievo verlassen hatte, mit Calcio Lecco in die Serie C zurück.
Am 11. Februar 2021 unterschrieb er beim Serie-C-Klub US Livorno. Nach Livornos Abstieg und Ausschluss aus dem Fußball wechselte er nach einem erfolgreichen Probetraining zu Piacenza Calcio.

### Internationale Karriere
Bobb hat Gambia auf U19- und U20-Ebene vertreten. Er wurde mehrfach in die A-Nationalmannschaft berufen, darunter zweimal als Ersatzspieler in den Qualifikationsspielen zur FIFA-Weltmeisterschaft 2014 gegen Marokko bzw. die Elfenbeinküste. Im November 2017 wurde Bobb für Gambias Freundschaftsspiel gegen Marokko einberufen. Sein Debüt gab er beim 2:0-Sieg in Rabat. Er spielte beim Afrika-Cup 2021, dem ersten kontinentalen Turnier seiner Nationalmannschaft, wo sie ein sensationelles Viertelfinale erreichten.